# Kinetoskias vegae
Kinetoskias vegae är en mossdjursart som beskrevs av Menzies 1963. Kinetoskias vegae ingår i släktet Kinetoskias och familjen Bugulidae. Inga underarter finns listade i Catalogue of Life.